# Фермо
За провинцията вижте Фермо (провинция).
Фѐрмо (на италиански: Fermo) е град и община в централна Италия, административен център на провинция Фермо в регион Марке. Разположен е на 319 m надморска височина. Населението на града е 31 869 души (към октомври 2009).